# سردخانه (فیلم)
سردخانه (به انگلیسی: Cold Storage) یک فیلم دلهره‌آور آمریکایی درحال ساخت به کارگردانی جانی کمبل و نویسندگی دیوید کپ است که بر اساس رمانی به همین عنوان از کپ در سال ۲۰۱۹ ساخته شده‌است. لیام نیسون و جو کیری در این فیلم به ایفای نقش پرداخته‌اند.

## داستان
ویروسی که در یک مرکز دولتی ذخیره شده بود، خارج شده و دنیا را تخریب می‌کند.

## تولید
در ماه مه ۲۰۲۳، اعلام شد که نیسون و کیری در این فیلم بازی خواهند کرد و استودیوکانال به‌طور کامل بودجه فیلم را تأمین خواهد کرد. در اکتبر ۲۰۲۲، اعلام شد که جرجینا کمبل به بازیگران پیوست. در مارس ۲۰۲۳، اعلام شد که سوزی بیکن به گروه بازیگران اضافه شد. و فیلمبرداری در ایتالیا و مراکش آغاز شد.